# Sorhagenia rhamniella
Sorhagenia rhamniella ist ein Schmetterling (Nachtfalter) aus der Familie der Chrysopeleiidae.

## Merkmale
Die Falter erreichen eine Flügelspannweite von 9 bis 11 Millimeter. Der Kopf ist bräunlich grau und hellgrau gesprenkelt. Der Thorax ist bräunlich grau und hat an der Seite hinten zwei Schuppenbüschel. Die Vorderflügel sind bräunlich grau und unmittelbar an der Basis dunkel graubraun. Es sind vier dunkelbraune Schuppenbüschel angelegt, das erste befindet sich zwischen der Analfalte und dem Flügelinnenrand bei 1/4 der Vorderflügellänge. Das zweite ist am größten und liegt oberhalb der Analfalte in der Flügelmitte. Die Schuppen sind hier teilweise grau oder haben graue Spitzen. Das dritte Büschel liegt zwischen Analfalte und Flügelinnenrand etwas außerhalb der Flügelmitte. Das vierte Büschel befindet sich oberhalb des Innenwinkels bei 3/4 der Vorderflügellänge. Bei 3/4 der Vorderflügellänge befindet sich eine ockerbraune, undeutliche, knieförmige Binde. Ein großer undeutlicher hellgrauer Fleck reicht vom ersten Drittel des Vorderflügels bis zum zweiten und dritten Schuppenbüschel. Er reicht nicht bis zur Costalader. Der Apex ist mit einer Reihe kleiner dunkelbrauner Schuppenbüschel versehen. Die Hinterflügel sind dunkelgrau.
Bei den Männchen ist der Uncus kurz und am Apex stumpf. Die Valven sind einschließlich des Cucullus und der Ampulla gleich lang. Die Ampulla ist keulenförmig, der Sacculus verjüngt sich distal und ist deutlich länger als Cucullus und Ampulla. Die Costa ist mit einem quadratischen und stark sklerotisierten Fortsatz versehen. Die Juxta ist trapezförmig, das Vinculum ist quadratisch. Der Aedeagus ist kurz und hat einen verdickten Coecum penis, der sich distal allmählich verjüngt.
Bei den Weibchen ist der distale Rand des Ostiums gebogen. Die seitlichen Vorwölbungen der Genitalplatte sind an der Basis schmal und weiten sich distal stark. Sie sind an der breitesten Stelle mit einem Grat versehen. Das Antrum weitet sich leicht in Richtung Ductus bursae. Der Ductus bursae ist parallelwandig und mehr als doppelt so lang wie das Antrum. Das Corpus bursae ist rund, die Signa haben in der Mitte einen kräftigen Dorn.
Die Raupen sind weißlich, der Kopf und das Nackenschild sind bräunlich. Ein grauer, durchscheinender Fleck befindet sich an Mesonotum und Epinotum.

### Ähnliche Arten
Ähnliche Arten sind Sorhagenia reconditella, Sorhagenia lophyrella, Sorhagenia janiszewskae, Sorhagenia fibigeri und Sorhagenia taurensis. Die Unterscheidungsmerkmale dieser Arten zu Sorhagenia rhamaniella werden in den jeweiligen Artartikeln behandelt.

## Verbreitung
Sorhagenia rhamniella ist in Europa, Kleinasien und Zentralasien verbreitet.

## Biologie
Die Raupen entwickeln sich an Faulbaum (Frangula alnus), Purgier-Kreuzdorn (Rhamnus cathartica) und Alpen-Kreuzdorn (Rhamnus alpina). Sie leben von Anfang Mai bis Juni in einem lockeren Gespinst zwischen den Blüten und fressen an den Blüten und Samenkapseln. Seltener werden auch junge Blätter gefressen. Schütze fand die Raupen auch an jungen Trieben und zusammengesponnenen Blättern. Die Raupen verpuppen sich in einem hellgelben Kokon auf Geröll, selten zwischen Blättern. Die Art bildet eine Generation im Jahr. Die Falter fliegen von Mitte April bis Mitte August.

## Systematik
Es sind folgende Synonyme bekannt:
- Elachista rhamniella Zeller, 1839
- Anacampsis asperipunctella Bruand, 1851
- Blastodacna rhamniella

## Belege
1. 1 2 3 4 5 6 7  J. C. Koster, S. Yu. Sinev: Momphidae, Batrachedridae, Stathmopodidae, Agonoxenidae, Cosmopterigidae, Chrysopeleiidae. In: P. Huemer, O. Karsholt, L. Lyneborg (Hrsg.): Microlepidoptera of Europe. 1. Auflage. Band 5. Apollo Books, Stenstrup 2003, ISBN 87-88757-66-8, S. 173 (englisch).
2. ↑  Hans Malicky (1966): Vorläufige Mitteilung über Biologie und Verbreitung von Sorhagenia SPULER (Lep., Momphidae) Entomologisches Nachrichtenblatt 13: S. 37–42
3. 1 2  Sorhagenia rhamniella bei Fauna Europaea. Abgerufen am 23. März 2012
4. ↑  Karl Traugott Schütze: Die Biologie der Kleinschmetterlinge unter besonderer Berücksichtigung ihrer Nährpflanzen und Erscheinungszeiten. Handbuch der Microlepidopteren. Raupenkalender geordnet nach der Illustrierten deutschen Flora von H. Wagner. Frankfurt am Main, Verlag des Internationalen Entomologischen Vereins e. V., 1931, S. 136